# 元和泉

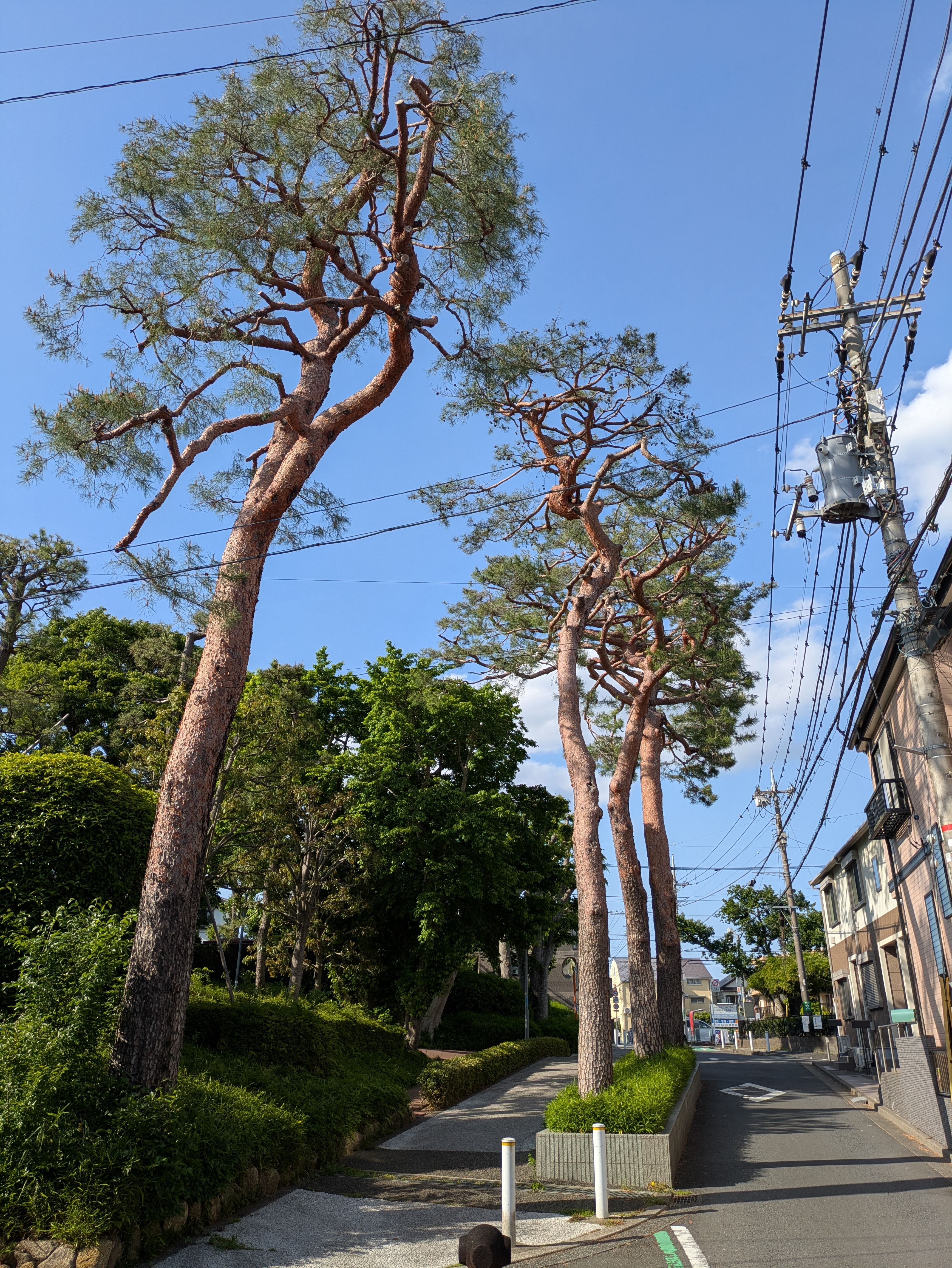
元和泉街路樹

元和泉（もといずみ）は、東京都狛江市の地名。現行行政地名は元和泉一丁目から元和泉三丁目。郵便番号は201-0013。

## 地理
狛江市の西側に位置する。
東から時計回りに、狛江市東和泉、神奈川県多摩区川崎市登戸、川崎市北で和泉、川崎市中野島、調布市染地、狛江市西和泉、狛江市中和泉、狛江市和泉本町、に隣接する。
 街区南側の主な境界線が小田急小田原線で構成されており、隣接街区の狛江駅・和泉多摩川駅が至近に位置する。

### 河川
- 多摩川

街区大半は多摩川の東側に存在するが、一部敷地は多摩川西側にも存在し、神奈川県多摩区と陸続きで接している。多摩川自体が街区境界線と一致しない。

## 世帯数と人口
2022年（令和4年）4月1日現在の世帯数と人口は以下の通りである。
| 町丁         | 世帯数    | 人口    |
| ------------ | --------- | ------- |
| 元和泉一丁目 | 716世帯   | 1,170人 |
| 元和泉二丁目 | 746世帯   | 1,435人 |
| 元和泉三丁目 | 542世帯   | 839人   |
| 計           | 2,004世帯 | 3,444人 |

## 小・中学校の学区
市立小・中学校に通う場合、学区は以下の通りとなる。
| 丁目   | 番地 | 小学校                 | 中学校                 |
| ------ | ---- | ---------------------- | ---------------------- |
| 一丁目 | 全域 | 狛江市立狛江第一小学校 | 狛江市立狛江第三中学校 |
| 二丁目 | 全域 | 狛江市立和泉小学校     | 狛江市立狛江第三中学校 |
| 三丁目 | 全域 | 狛江市立和泉小学校     | 狛江市立狛江第三中学校 |

## 交通

### 鉄道
| 隣接する街区の駅                                     |
| ---------------------------------------------------- |
| 小田急小田原線 - 狛江駅(OH 16) - 和泉多摩川駅(OH 17) |

### 道路
- 東京都道・神奈川県道3号世田谷町田線
- 東京都道114号武蔵野狛江線

## 施設
- 東京都立狛江高等学校
- 狛江市立狛江第三中学校
- 狛江市立西河原公園
- 狛江市立西河原公民館
- 狛江市立古民家園